# Border Cave

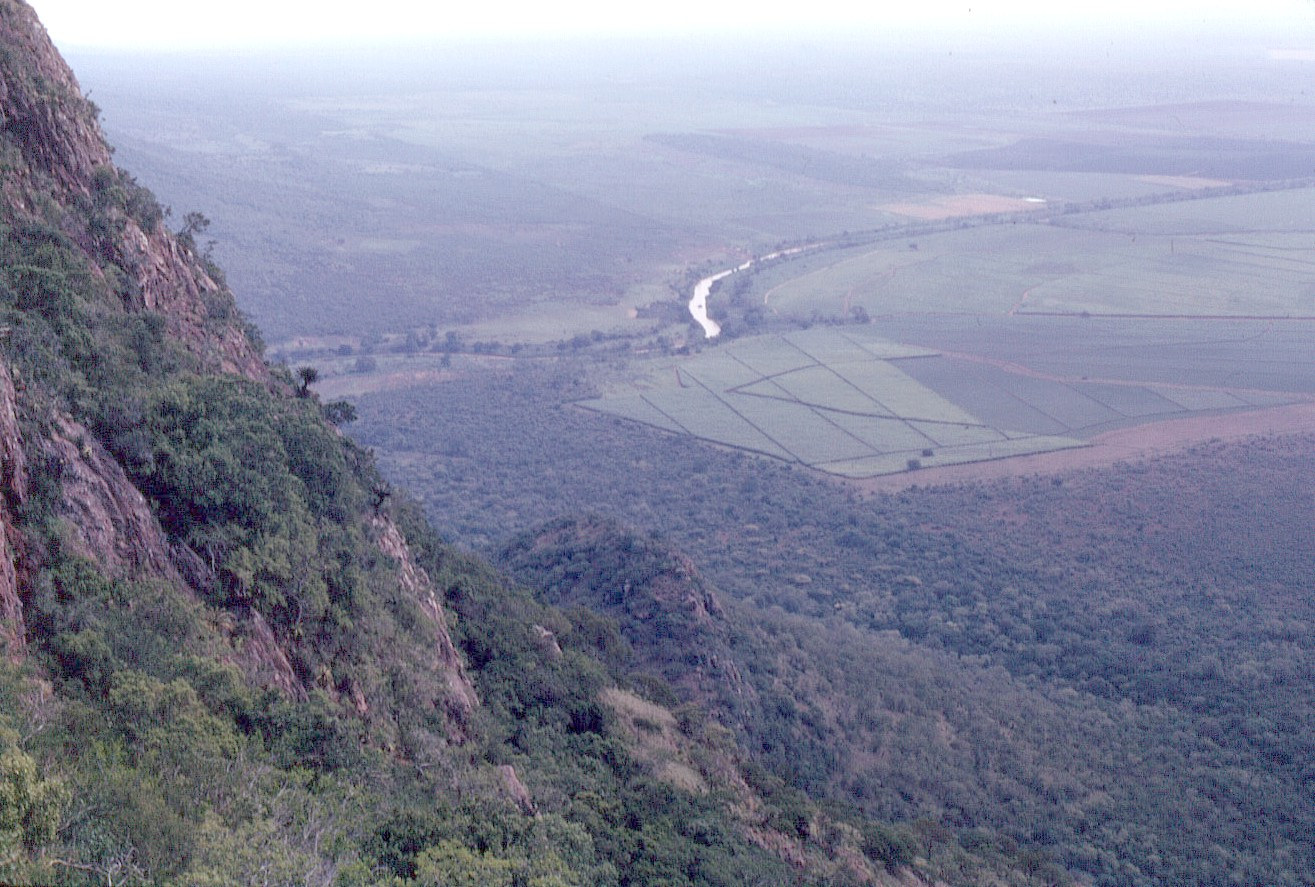
Vista del fiume Ingwavuma da Border Cave

Border Cave è una grotta situata sulla scarpata occidentale dei monti Lebombo a KwaZulu-Natal, vicino al confine tra Sudafrica e Swaziland. Border Cave è stata occupata per circa 200 000 anni, e al suo interno sono stati trovati scheletri di homo sapiens assieme ad utensili in pietra e detriti di lavorazoine. La datazione tramite carbonio-14, racemizzazione degli amminoacidi e Risonanza paramagnetica elettronica fa risalire i sedimenti più antichi a circa 200 000 anni fa.

## Descrizione
Gli scavi effettuati nel 1940 da un certo W. E. Barton dello Swaziland portarono alla luce numerosi frammenti di ossa umane, riconosciute come molto antiche dal professor Raymond Arthur Dart, che visitò il sito nel luglio 1934 svolgendovi solo analisi superficiali. Nel 1941 e nel 1942 una squadra della University of the Witwatersrand svolse analisi più approfondite. I successivi scavi degli anni settanta di Peter Beaumont furono molto proficui. Il sito rivelò la presenza non solo dello scheletro completo di un bambino, ma anche dei resti di almeno cinque Hominini adulti. Furono recuperati anche oltre 69000 artefatti, ed i resti di oltre 43 specie di mammiferi, tre dei quali oggi estinti.
Nella grotta fu recuperato anche il cosiddetto "osso di Lebombo", il più antico artefatto conosciuto. Datato a 35000 anni fa, è un piccolo pezzo di perone di babbuino inciso con 29 tacche, simile ai calendari usati dai San della Namibia. I resti animali rinvenuti nella caverna mostrano che i primi abitanti seguivano una dieta a base di potamoceri, facoceri, zebre e bufali neri. Tra i materiali grezzi utilizzati per la creazione di artefatti vi sono selci, riolite, quarzo e calcedonio, oltre a ossa, legno e conchiglie di ostriche.
La parete esterna occidentale della grotta, vicina al fiume Ingwavuma, si trova 100 metri sotto il crinale dei monti Lebombo, ed offre una vista che spazia sullo Swaziland. La grotta ha una sezione orizzontale semicircolare con un raggio di circa 40 metri, ed è formata da lava del giurassico.